# 津村明秀
津村 明秀（つむら あきひで、1986年1月5日 - ）は、日本中央競馬会・美浦トレーニングセンターに所属する騎手。騎手免許は平地競走のみである。

## 来歴
千葉県船橋市出身で、競馬好きの父親の影響で興味を持ち、小学5年生から中山競馬場の乗馬苑に通い始めて騎手を志した。2001年、4月にJRA競馬学校騎手課程第20期生として入学。入学時の同期には川田将雅、藤岡佑介、吉田隼人、丹内祐次らがいる。卒業時に優秀な生徒に贈られるアイルランド大使特別賞を受賞した。
2003年、12月20日に中山競馬場で行われた模擬レースでリュウキュウスターに騎乗し、後続に6馬身差をつけ1着となる。模擬レースでは2戦2勝という成績だった。
2004年、2月に競馬学校を卒業し騎手免許を取得する。卒業時にアイルランド大使特別賞を受賞した。デビュー時は鈴木伸尋厩舎所属である。3月6日中京4Rでブーゲンビリアで初騎乗（4着）。3月21日中京5Rをマグマヴィーナスで勝利し、16戦目で初勝利を挙げたが、同日の第7レース発走前に騎乗馬のマイティーキングに振り落とされて落馬した際に左第1中手骨を骨折する不運に見舞われた。7月28日に船橋競馬場で行われたファビィステッキ特別でスズダニエルに騎乗し、地方競馬初騎乗を果たし10着となる。デビュー年は8勝を挙げ民放競馬記者クラブ賞を受賞した。
2010年2月20日の東京競馬場第5レースで、コスモグレイスに騎乗して直線先頭に立っていたが、馬が急に外側に逃避し、バランスを崩して落馬した。診断の結果第2頸椎骨折・右肘挫傷の重症と診断され、約5か月間の戦線離脱を余儀なくされた。その後1か月の安静・リハビリを経て、同年7月3日の福島競馬で復帰した。この影響もあり、翌年2011年にはデビュー以来有していた障害競走の騎手免許を返上し、平地免許のみとなった（障害競走への騎乗は、デビュー以来一度もない）。
現在は同期の丹内同様、サラブレッドクラブ・ラフィアンなどのビッグレッドファーム系列所有馬への騎乗を中心としている。
2021年2月6日、東京第6Rを勝利し、JRA通算500勝を達成した。
2022年4月24日、東京第7Rでタマダイヤモンドに騎乗して史上48人目となるJRA通算10000回騎乗を達成した。
2023年5月6日、東京3Rでレディアスに騎乗し1着となり、史上80人目、現役33人目となるJRA通算600勝を1万621戦で達成した。同年12月16日、中山11Rでアナザーリリック（7着）に騎乗し、史上44人目、現役では28人目の記録となるJRA通算11000回騎乗を達成した。
2024年5月12日、東京11Rのヴィクトリアマイルをブービー14番人気のテンハッピーローズで制し、デビュー21年目・挑戦48戦目にして悲願のGI初制覇を飾った（ヴィクトリアマイルは初騎乗）。同年11月3日デルマー競馬場のBCマイルで同馬で出走、海外初騎乗を果たす（結果は4着）。
2025年7月12日、福島6Rで師匠の鈴木伸尋が管理するショーリバースに騎乗し1着となり、史上69人目、現役27人目となるJRA通算700勝を1万1922戦目で達成した。

## エピソード
- 坂井千明元騎手が主宰する「千明塾」の門下生である。
- 2008年6月22日の函館競馬1Rで、騎乗したシルクアルバスがゴール直前でつまづき、落馬しないようこらえながら何とか1着でゴールするシーンがあった。この模様は、翌週2008年6月29日放送のサンデーモーニングの人気コーナー「週刊御意見番」で取り上げられ、大沢啓二に「あっぱれ!」と賞賛された。同番組では、GIレースの模様や騎手の大記録達成で競馬が稀に取り上げられることがあるが、好騎乗が取り上げられることはめずらしい。
- 2012年10月26日に、当時新潟県在住の一般女性と結婚した[11]。その後、2人の息子をもうけている。
- 自身そして家族全員が、Jリーグ・鹿島アントラーズのサポーターである。
  - 息子が、アントラーズ戦のエスコートキッズを務めたことがある[12]。
  - GI初制覇のヴィクトリアマイル当日、妻と2人の息子はアントラーズ対東京ヴェルディ1969戦（カシマスタジアム）の観戦に出かけていたため、GI初制覇を現地東京競馬場では見ていなかった[13]。このエピソードは、津村自ら『みんなのKEIBA』（フジテレビ）内での勝利ジョッキーインタビューで語り、周囲を爆笑させた[14]。GI初制覇まで重賞は17勝しているが、全てGⅢでありGI・GIIは一度も勝利がなかった（GIの最高はカレンブーケドールでの2019年優駿牝馬・秋華賞・ジャパンカップの2着、GIIは2着10回）。
- 2025年1月19日、中山競馬場で開催された3歳馬限定の重賞競走である第65回京成杯において、ニシノエージェントに騎乗し、見事同馬を重賞初勝利へ導いた。また同馬を管理する千葉直人調教師にも重賞初勝利をもたらした[15]。津村は勝利ジョッキーインタビューで「スタートしてから4角で抜けてこられるまで何もかもがうまくいった」と絶賛した。同日行われたWIN5では、1レース目の若潮ステークス・2レース目の豊川特別がどちらも人気馬で勝利したが、対象3レース目のジャニュアリーステークスで、横山和生騎手が騎乗した14番人気のジャスパージャックが勝利[16]、日経新春杯で4番人気のロードデルレイが勝利し、この時点で77票残っていたが、京成杯で同馬が勝利したことで的中票が1票もない事態となり、2020年7月19日の函館記念・中京記念開催日以来4年半ぶりのキャリーオーバーももたらした[17][18]。

## 騎手成績
|       |                      | 日付          | 競馬場・開催  | 競走名               | 馬名               | 頭数 | 人気 | 着順 |
| ----- | -------------------- | ------------- | ------------- | -------------------- | ------------------ | ---- | ---- | ---- |
| 中 央 | 初騎乗               | 2004年3月6日  | 1回中京1日4R  | 3歳未勝利            | ブーゲンビリア     | 16頭 | 4    | 4着  |
| 中 央 | 初勝利               | 2004年3月21日 | 1回中京6日5R  | 4歳上500万円下       | マグマヴィーナス   | 16頭 | 1    | 1着  |
| 中 央 | 重賞初騎乗           | 2005年4月3日  | 3回中山4日11R | ダービー卿CT         | ミッドタウン       | 16頭 | 4    | 7着  |
| 中 央 | 重賞初勝利           | 2006年7月2日  | 2回福島6日11R | ラジオNIKKEI賞       | タマモサポート     | 16頭 | 5    | 1着  |
| 中 央 | GI初騎乗             | 2009年3月29日 | 2回中京6日11R | 高松宮記念           | アイルラヴァゲイン | 18頭 | 17   | 13着 |
| 中 央 | GI初勝利             | 2024年5月12日 | 2回東京8日11R | ヴィクトリアマイル   | テンハッピーローズ | 15頭 | 14   | 1着  |
| 地 方 | 初騎乗               | 2004年7月28日 | 5回船橋2日10R | ファビィステッキ特別 | スズダニエル       | 11頭 | 8    | 10着 |
| 地 方 | 初勝利               | 2008年6月16日 | 盛岡9R        | エメラルド賞         | コスモクルトゥーラ | 12頭 | 2    | 1着  |
| 地 方 | 重賞およびJpnI初騎乗 | 2010年11月3日 | 8回船橋3日9R  | JBCスプリント        | アイルラヴァゲイン | 14頭 | 5    | 5着  |

| 年度   | 1着 | 2着 | 3着 | 騎乗数 | 勝率 | 連対率 | 複勝率 | 表彰                 |
| ------ | --- | --- | --- | ------ | ---- | ------ | ------ | -------------------- |
| 2004年 | 8   | 9   | 11  | 240    | .033 | .071   | .117   | 民放競馬記者クラブ賞 |
| 2005年 | 36  | 45  | 40  | 577    | .062 | .140   | .210   |                      |
| 2006年 | 22  | 28  | 25  | 547    | .040 | .091   | .137   |                      |
| 2007年 | 38  | 36  | 39  | 654    | .058 | .113   | .173   |                      |
| 2008年 | 28  | 45  | 60  | 648    | .043 | .113   | .205   |                      |
| 2009年 | 16  | 18  | 36  | 505    | .032 | .067   | .139   |                      |
| 2010年 | 17  | 22  | 25  | 370    | .046 | .105   | .173   |                      |
| 2011年 | 21  | 15  | 26  | 452    | .046 | .080   | .137   |                      |
| 2012年 | 35  | 24  | 31  | 551    | .064 | .107   | .163   |                      |
| 2013年 | 28  | 31  | 44  | 524    | .053 | .113   | .197   |                      |
| 2014年 | 17  | 29  | 47  | 502    | .034 | .092   | .185   |                      |
| 2015年 | 28  | 44  | 43  | 547    | .051 | .132   | .210   |                      |
| 2016年 | 32  | 41  | 50  | 598    | .054 | .122   | .206   |                      |
| 2017年 | 51  | 40  | 33  | 630    | .081 | .144   | .197   | フェアプレー賞       |
| 2018年 | 52  | 62  | 67  | 704    | .074 | .162   | .257   |                      |
| 2019年 | 39  | 60  | 46  | 634    | .062 | .156   | .229   |                      |
| 2020年 | 31  | 59  | 43  | 554    | .056 | .162   | .240   | フェアプレー賞       |
| 2021年 | 41  | 58  | 45  | 582    | .070 | .170   | .247   |                      |
| 2022年 | 38  | 38  | 54  | 580    | .066 | .131   | .224   |                      |
| 2023年 | 56  | 58  | 59  | 624    | .090 | .183   | .277   |                      |
| 2024年 | 44  | 52  | 41  | 555    | .079 | .173   | .247   |                      |
| 中央   | 678 | 814 | 865 | 11578  | .059 | .129   | .204   |                      |
| 地方   | 2   | 9   | 13  | 104    | .021 | .106   | .231   |                      |
| 海外   | 0   | 0   | 0   | 1      | .000 | .000   | .000   |                      |

通算勝利記録
- 通算100勝 2007年12月2日中京2R サラ3歳以上500万下・エアリーズ
- 通算200勝 2012年7月21日札幌2R サラ3歳未勝利・マスターエクレール
- 通算300勝 2016年3月26日中山3R サラ3歳未勝利・コスモコレクション
- 通算400勝 2018年6月30日福島12R サラ3歳以上500万下・ショーム
- 通算500勝 2021年2月6日東京6R 3歳新馬・カイザーバローズ
- 通算600勝 2023年5月6日東京3R 3歳未勝利・レディアス
- 通算700勝 2025年7月12日福島6R 3歳未勝利・ ショーリバース[19]

（JRA騎手名鑑・ウマニティより）

## おもな騎乗馬
太字はG1・Jpn1競争を示す

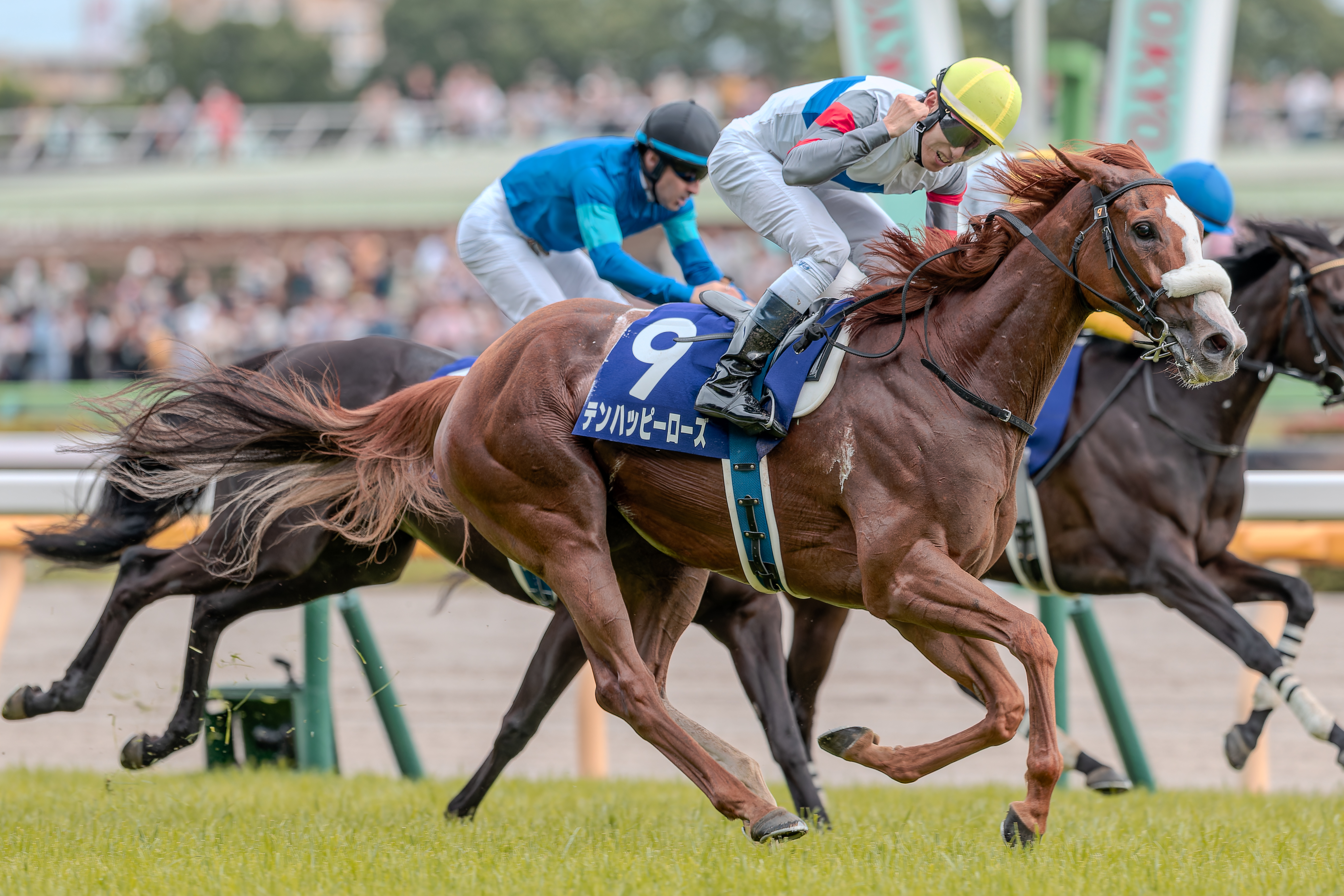
2024年ヴィクトリアマイル
（騎乗馬テンハッピーローズ）

- タマモサポート（2006年ラジオNIKKEI賞、2009年京都金杯）[21]
- ファイアーフロート（2010年京成杯オータムハンデキャップ）[22]
- クリールパッション（2010年エルムステークス）[23]
- トーセンベニザクラ（2012年フェアリーステークス）[24]
- グランドシチー（2013年マーチステークス）[25]
- タマモベストプレイ（2014年丹頂ステークス）
- ガルボ（2014年函館スプリントステークス）[26]
- ヤマカツエース（2015年福島記念）[27]
- パッションダンス（2016年新潟大賞典）[28]
- ウインガニオン （2017年中京記念[29]）
- ディオスコリダー （2017年カペラステークス）
- ワンブレスアウェイ（2019年愛知杯[30]）
- アナザーリリック（2022年福島牝馬ステークス）
- ハヤブサナンデクン（2023年マーチステークス）[31]
- テイエムトッキュウ（2023年カペラステークス）[32]
- リカンカブール（2024年中山金杯）[33]
- ミアネーロ（2024年フラワーカップ）[34]
- テンハッピーローズ（2024年ヴィクトリアマイル）[35]
- ニシノエージェント（2025年京成杯）

### その他
- カレンブーケドール（2019年スイートピーステークス、優駿牝馬・秋華賞・ジャパンカップ2着）

## 表彰
- アイルランド大使特別賞・民放競馬記者クラブ賞（2004年）